# Platanthera lacera
Platanthera lacera là một loài thực vật có hoa trong họ Lan. Loài này được (Michx.) G.Don miêu tả khoa học đầu tiên năm 1839.

## Hình ảnh

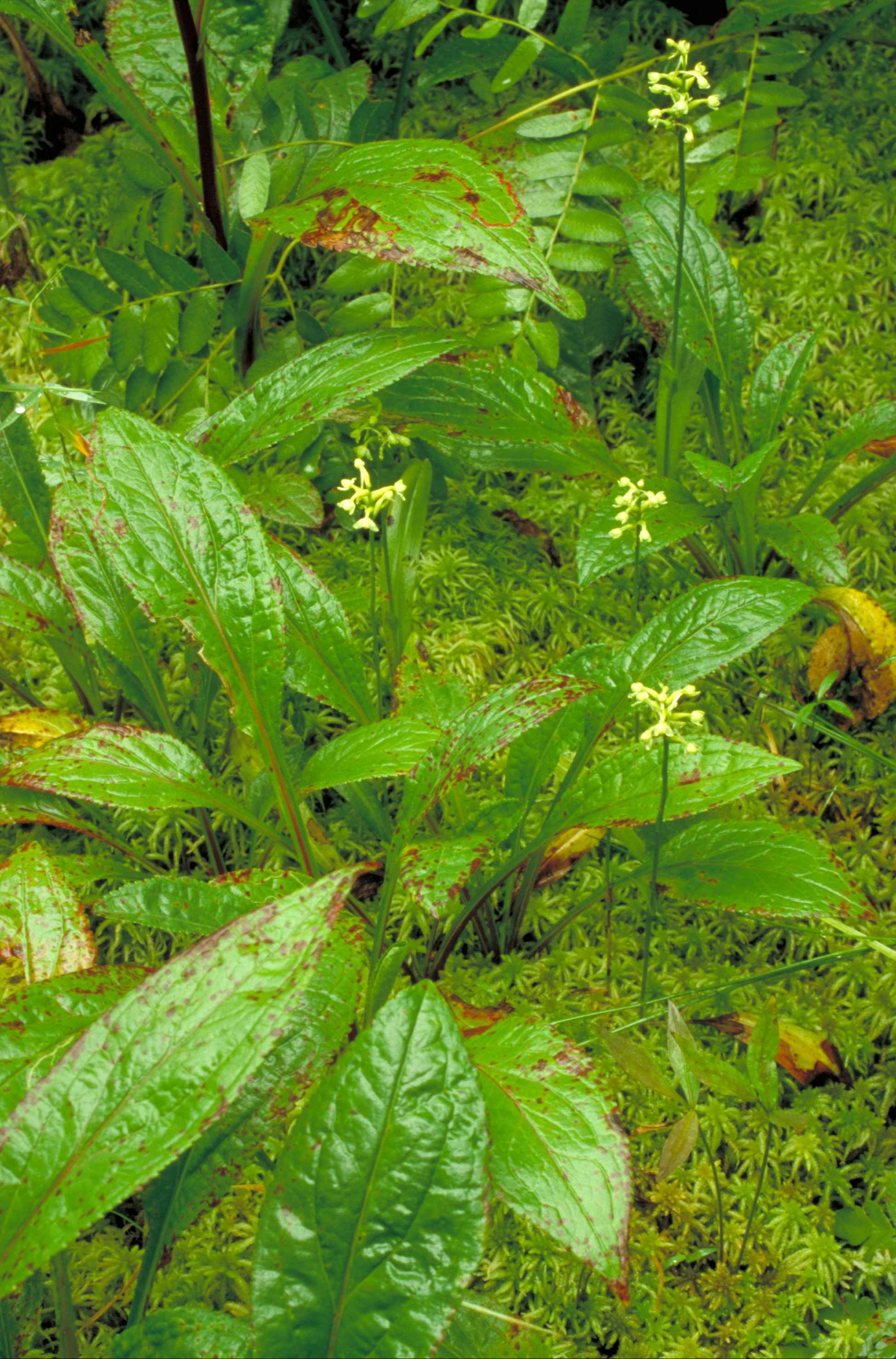
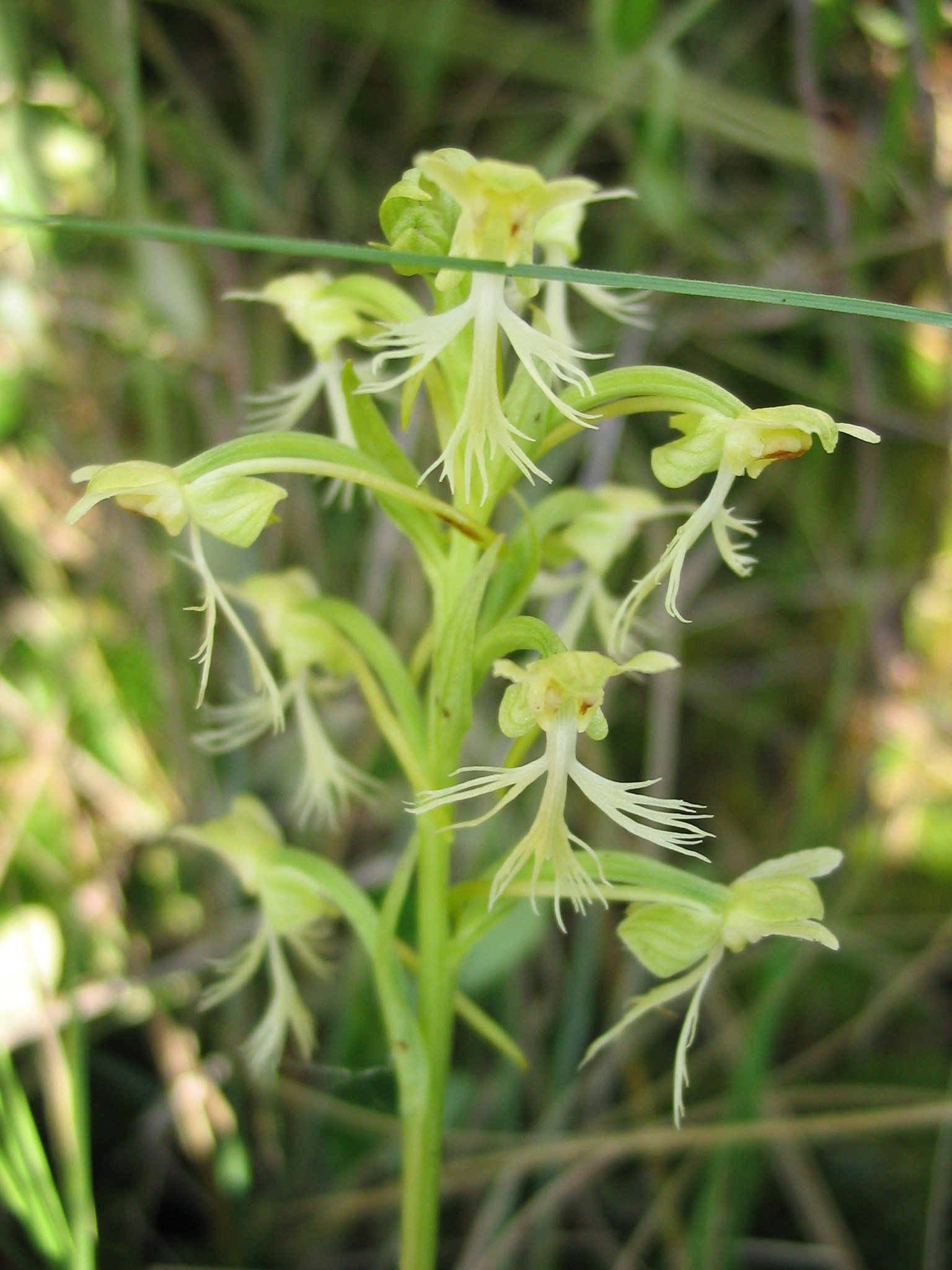
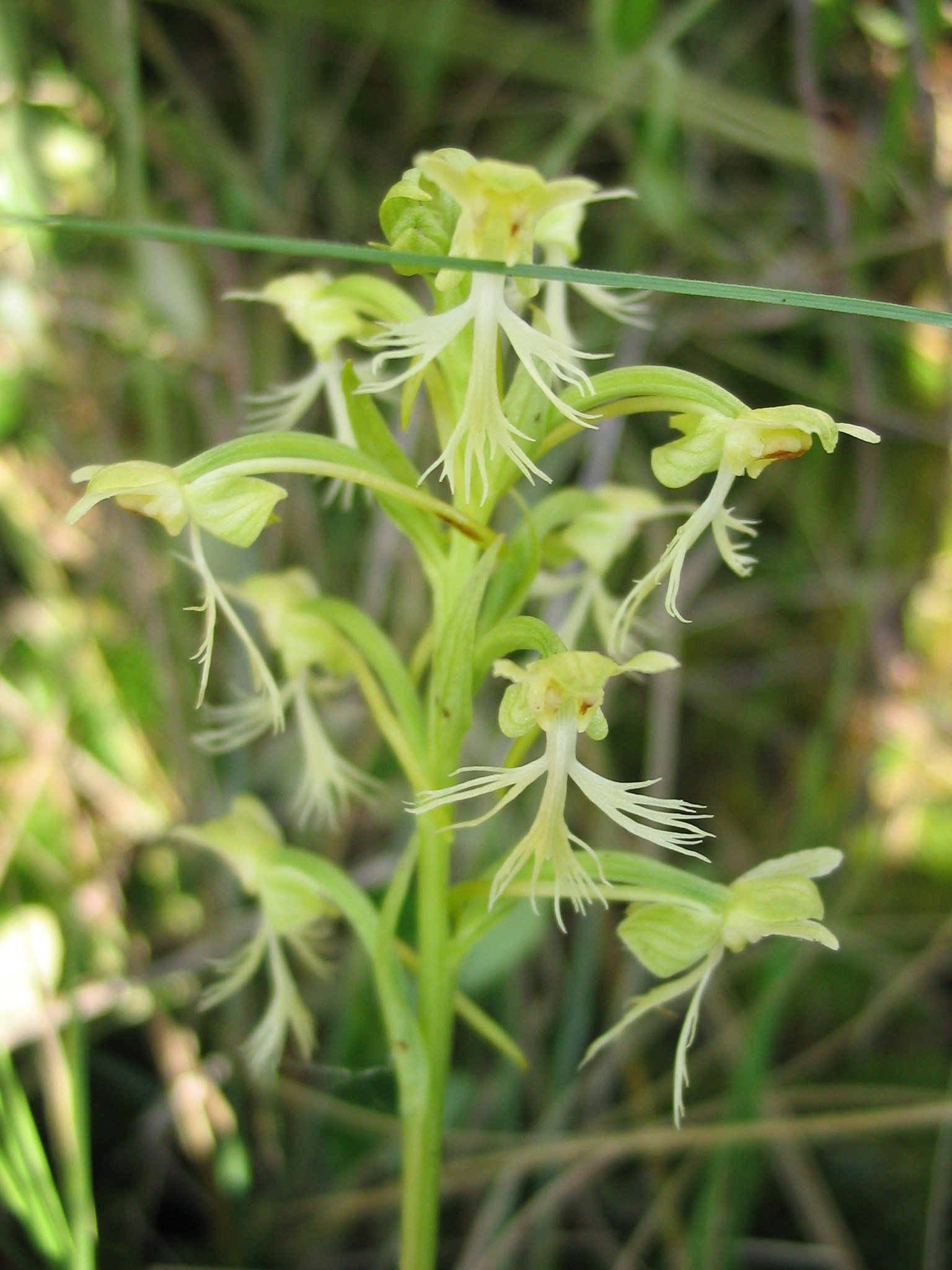
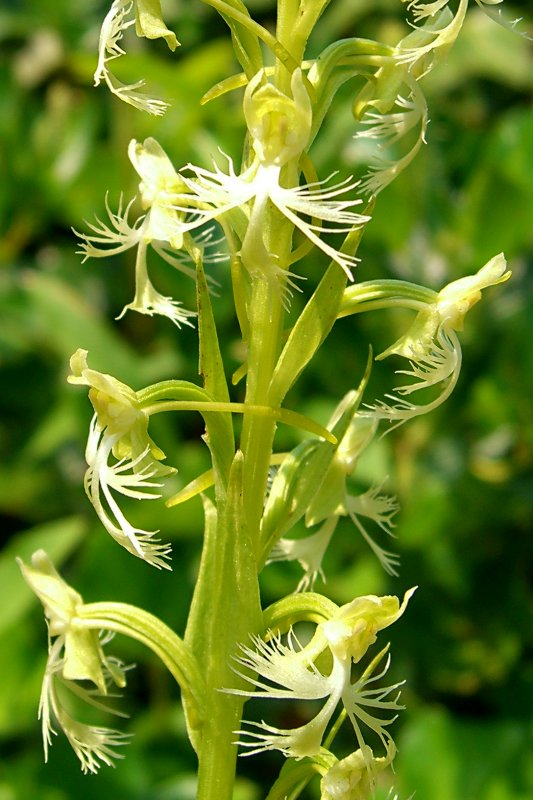
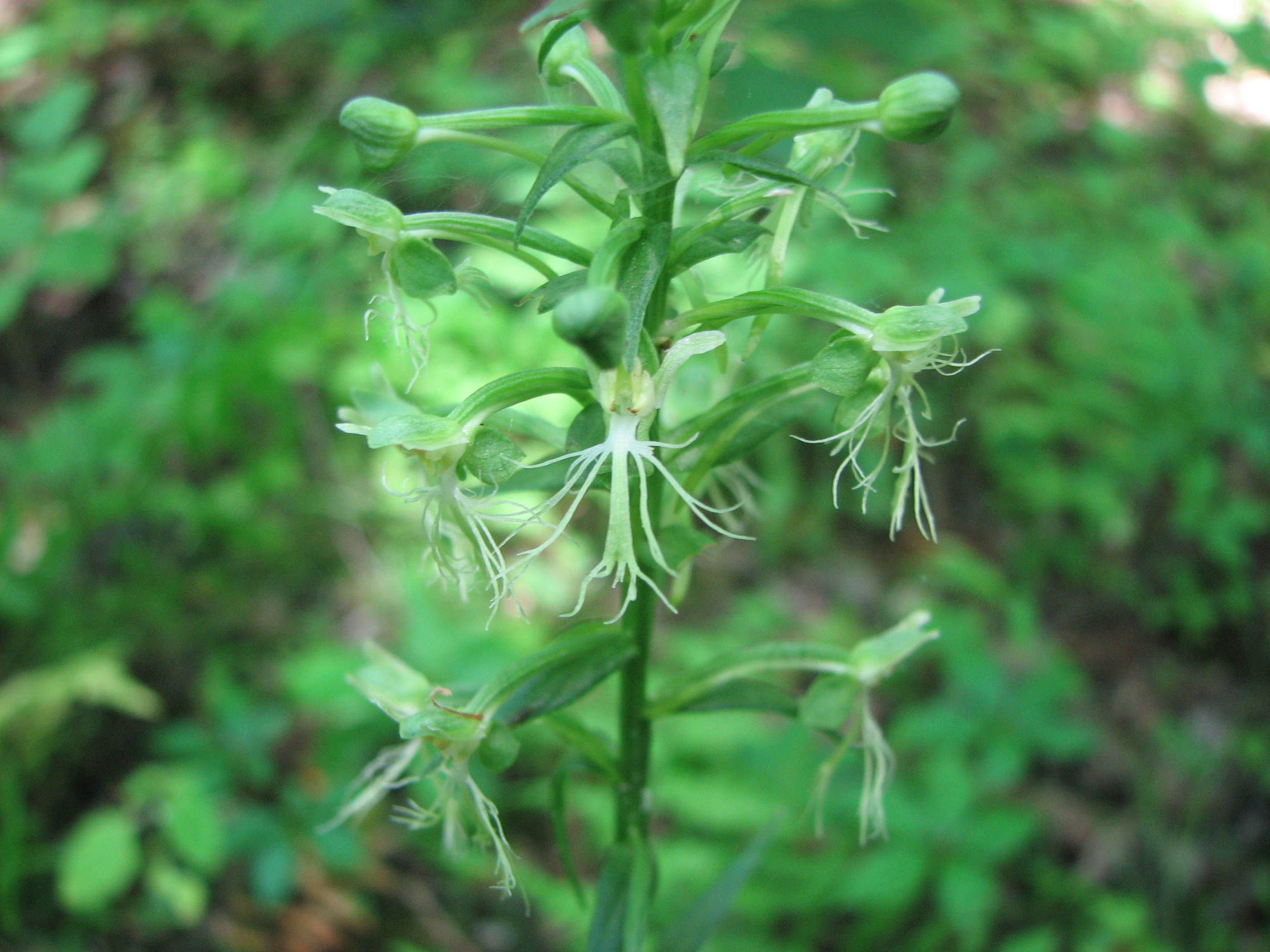